# ジクロロフルオロメタン
ジクロロフルオロメタン (Dichlorofluoromethane) またはフロン21、R21は、3つの置換基がハロゲンに置き換わったハロメタンの一種である。無色無臭の気体である。
臨界温度は178.5℃、臨界圧力は517MPaで、5Kから105Kでは、空間群Pbcaの単一の相となる。

## 利用
ジクロロフルオロメタンは、推進剤や冷媒として用いられたが、オゾン層破壊物質であることが分かり、使われなくなった。オゾン破壊係数は0.04である。2004年以降、生産量や消費量は1989年レベルの15%になっており、モントリオール議定書に従って2015年には全廃される予定である。